# Conquest (Uriah Heep)
Conquest è il tredicesimo album in studio del gruppo musicale rock britannico Uriah Heep pubblicato nel febbraio 1980.

## Il disco
È l'ultimo disco a cui partecipa il tastierista/organista Ken Hensley. Alle registrazioni partecipano, solo in questo disco, il batterista Chris Slade e il cantante John Sloman.

## Tracce
Lato A
1. No Return (Bolder, Box, Hensley) – 6:02
2. Imagination (Hensley) – 5:49
3. Feelings (Hensley) – 5:26
4. Fools (Bolder) – 5:03

Lato B
1. Carry On (Hensley) – 3:57
2. Won't Have to Wait Too Long (Bolder, Box, Hensley) – 4:54
3. Out on the Street (Hensley) – 5:57
4. It Ain't Easy (Bolder) – 5:45

Tracce aggiuntive nella edizione su CD del 1997
1. Been Hurt (Hensley) – 3:57
2. Love Stealer (Wainman, Mybill) – 3:27
3. Think It Over (Sloman, Bolder) – 3:33
4. My Joanna Needs Tuning (Inside Out) (Bolder, Box, Deshert, Slade, Sloman) – 2:58
5. Lying (Hensley, Sloman, Bolder, Slade) – 4:40

Tracce aggiuntive nella edizione su CD del 2004
1. Love Stealer (Single A-Side) – 3:27 (Wainman, Mybill)
2. Been Hurt (Single B-Side) – 3:57 (Hensley)
3. Think It Over (Single A-Side) – 3:33 (Sloman, Bolder)
4. Lying (Outtake - Previously Unreleased) – 4:40 (Hensley, Sloman, Bolder, Slade)
5. Feelings (Live - Previously Unreleased) – 2:40 (Hensley)

## Formazione
- John Sloman - voce solista, pianoforte, percussioni
- Mick Box - chitarra
- Ken Hensley - tastiere, sintetizzatore, chitarra
- Trevor Bolder - basso, voce solista in It Ain't Easy
- Chris Slade - batteria

## Edizioni
- 1980 – LP, Bronze Records BRON 524, Regno Unito
- 1990 – CD, Castle Classics CLACD 208
- 1997 – CD, Essential ESMCD 570, edizione rimasterizzata con 5 tracce aggiuntive
- 2004 – CD, Sanctuary Midline SMRCD112, Expanded De-luxe Edition rimasterizzata con 5 tracce aggiuntive

### Singoli
- 1980 – Carry On (edit) / Been Hurt, 45gg, Bronze Records BRO 88
- 1980 – Love Stealer / No Return, 45gg, Bronze Records BRO 96
- 1980 – Think It Over / My Joanna Needs Tuning, 45gg, Bronze Records BRO 112